# Неделање
Неделање (кинески: 無爲 wu wei) је један од темељних појмова таоистичке филозофије. Формулисао га је кинески филозоф Лао Це, у 6. веку п.н.е.
Wu wei дословно значи неделање, међутим, то неделање не значи одсуство сваког делања, већ делање до кога долази без напора. Кад човек поступа спонтано, без намерног разликовања, избора или напора, тада упражњава неделање.

## Неделање у таоизму
Освајање света увек произлази из неделања; чинећи нешто, човек не може освојити свет.— Лао Це
Према учењу Лао Цеа, како би достигли вечност људи морају постати једно са таом, следећи неделање и повлаћећи се из света. Природно, спонтано делање је слеђење своје врлине без напора. Такво се делање назива неделањем (无为, пинјин: Wúwéi). Човек стога треба да своје делање ограничи на нужно и природно. Природно значи следити свој те без наметнутог напора. При том човек треба да узме једноставност као руководеће начело живота. Сва зла на свету не потичу из тога што је премало учињено, већ због тога што је већ учињено превише.
Не делам и људи се сами од себе преображавају. Волим мировање, а људи сами од себе иду право. Ни о чему не бринем, а људи су сами од себе успешни. Немам жеља, а људи су сами од себе једноставни.— Лао Це
Дела су попут многих других ствари. Ако их има сувише, постају штетне уместо благотворне. Позната кинеска прича описује како су се једном двојица такмичила ко пре нацрта змију. Први, завршивши цртеж, виде да је други човек далеко заостао, те одлучи да побољша цртеж додајући својој змији ноге. На то други човек рече: »Изгубио си, јер змије немају ноге«. Тако претеривање осујећује властиту сврху.
Не чини ништа, па ништа неће остати неучињено.— Лао Це

## Неделање у будизму
Кинески будизам је преузео многе појмове из таоизма, између осталог и неделање, и прилагодио их будистичкој филозофији. Почетком 5. века, Тао-шенг (или Хуј-јиан) је повезао таостички појам неделања са будистичким појмом делања, односно карме. Он је изнео теорију да када човек упражњава неделање, истовремено упражњава не-ум (wu-hsin). Ако човек следи начела неделања и не-ума, тада не жуди за стварима нити их се грчевито држи, иако се може бавити разним делатностима. А пошто је последица човекове карме плод његових жудњи и везивања, човекова дела под тим условима неће повлачити никакву последицу. Ово представља занимљиво проширење таоистичке филозофије на будизам, и представља важан корак у развоју кинеског будизма, из ког ће настати школа ч'ан.
По зену, најбоља метода култивисања у циљу постизања будности је не упражњавати никакво култивисање. Култивисати себе значи вршити намеран напор, што је делање (yu-wei). То делање ће сигурно дати неки добар учинак, али он неће бити вечит, јер је узрокован. А "кад се сила узрока исцрпе, човек се враћа пролазном" (Јихсуан).
Сва дела су у суштини пролазна. Све силе имају свој последњи дан. Оне су као стрела одапета у ваздух; кад се њена снага исцрпи, она скреће и пада на тло. Сви су повезани са Точком рађања и смрти. Упражњавати култивисање помоћу њих значи погрешно схватити Будину идеју и траћити труд.— Јихсуан
Тако је најбоља метода култивисања ума неделање, обављање својих послова без намерног напора или сврховитости. Ова метода нема за циљ делање како би се добиле добре последице, без обзира колико би биле добре саме по себи. Она стреми томе да се ствари чине тако да не повлаче никакве последице. Кад човекове акције не повлаче никакве последице, тада ће он, пошто се последице претходно накупљене карме исцрпе, постићи ослобођење.
Неделање значи чинити ствари природно и живети природно. Ји-хсијан је рекао: 
У постизању будинства нема места намерном напору. Једини је начин и даље наставити обичне и узбуђења лишене радње: вршити велику и малу нужду, носити одећу, јести оброке и лећи кад се уморите. Прост човек ће вас исмејати, али мудар ће разумети.— Јихсуан
Све што човек ваља чинити јесте да обавља свакодневне радње и ништа више. То је оно што ч'ан учитељи називају култивисање некултивисањем. Иако су ношење одеће и обедовање једноставне ствари, није лако то обављати несврховита духа, и без икаквих веза.